# Torreira
Torreira is een plaats (freguesia) in de Portugese gemeente Murtosa en telt 2745 inwoners (2011).
Torreira is een klein visserdorpje, gelegen tussen de zee en de rivier 'ria da aveiro'.
Torreira is vooral bekend voor z'n feesten begin september, São Paio. Het grote feest begint met het vuurwerk aan de zee en eindigt met het vuurwerk op de rivier. Gedurende feesten is er veel animatie, muziek tot in de vroege uurtjes, en een markt die heel de hoofdstraat van het dorp vult.